# میکروتیک
میکروتیک (به انگلیسی: MikroTik) یک شرکت در لتونی است که در سال ۱۹۹۶ برای توسعه روترها و سیستم‌های بی‌سیم رساننده خدمات اینترنتی (ISP) تأسیس شد. مهم‌ترین محصول این شرکت سیستم‌عامل میکروتیک است. سیستم‌عامل میکروتیک روتر او اس است که با استفاده از هسته لینوکس ساخته شده است. سیستم‌عامل میکروتیک علاوه‌بر قابلیت نصب بر روی رایانه‌های خانگی، به صورت بسته نرم‌افزاری-سخت‌افزاری نیز ارائه شده است. تا سال ۲۰۲۲، گزارش شد که شرکت ۳۵۱ کارمند دارد.
میکروتیک با دفتر مرکزی خود در ریگا، لتونی، به طیف متنوعی از مشتریان در سراسر جهان خدمات ارائه می‌دهد. محصولات و خدمات این شرکت در بخش‌های مختلفی مانند مخابرات، سازمان‌های دولتی، مؤسسات آموزشی و شرکت‌ها در ابعاد مختلف مورد استفاده قرار می‌گیرد. در سال ۲۰۲۲، میکروتیک با ارزش ۱٫۳۰ میلیارد یورو چهارمین شرکت بزرگ در لتونی و اولین شرکت خصوصی بود که ارزش آن از ۱ میلیارد یورو در لتونی فراتر رفت.

## تاریخچه
میکروتیک در سال ۱۹۹۶ توسط بنیانگذاران جان تولی و آرنیس ریکستیش در ریگا، لتونی تأسیس شد و نرم‌افزار شبکه ای را برای سخت‌افزار رایانه شخصی x86 توسعه داد که به محصولی به نام سیستم عامل روتر (RouterOS) تبدیل می‌شد. اولین نسخه‌های سیستم عامل روتر مبتنی بر لینوکس ۲٫۲ بودند.
در سال ۲۰۰۲، میکروتیک خط تولید خود را با تولید رایانه‌های تک برد کم مصرف متمرکز بر شبکه (SBC)، با نام تجاری روتربرد (RouterBoard)، که روتراواس را اجرا می‌کرد، گسترش داد. با گذشت زمان، این پلتفرم یک خط کامل از تجهیزات شبکه تبدیل شد.

### جدول زمانی
- ۱۹۹۷ - انتشار نرم‌افزاری برای پلتفرم رایانه شخصی x86، به نام نرم‌افزار روتر میکروتیک که در نهایت به سیستم عامل روتر تبدیل شد.[۱۲]
- ۲۰۰۲ - انتشار بردهای الحاقی PCI سری روتربرد برای استفاده در رایانه‌های شخصی مبتنی بر میکروتیک x86 که سیستم عامل روتر دارند.
- ۲۰۰۳ - انتشار روتربرد ۲۰۰، پلت فرم روتر تک برد، و روتربرد ۲۲۰ با SBC یکپارچه شده در یک محفظه با آنتن بی‌سیم ۲٫۴ گیگاهرتز که از طریق اترنت (PoE) تغذیه می‌شود. روتربرد اصلی مبتنی بر پردازنده ژئود (Geode) بود، اما بعداً از MIPS استفاده شد.
- ۲۰۱۲ - انتشار کلود کور روتر (CCR) سری ۱۰۰۰، با استفاده از CPUهای چند هسته ای.
- ۲۰۲۲ - عرضه روترهای شبکه سری 2000 CCR با استفاده از پردازنده‌های معماری ARM64 و دارای قابلیت ۱۰۰ گیگابایت در CCR2216.

## محصولات

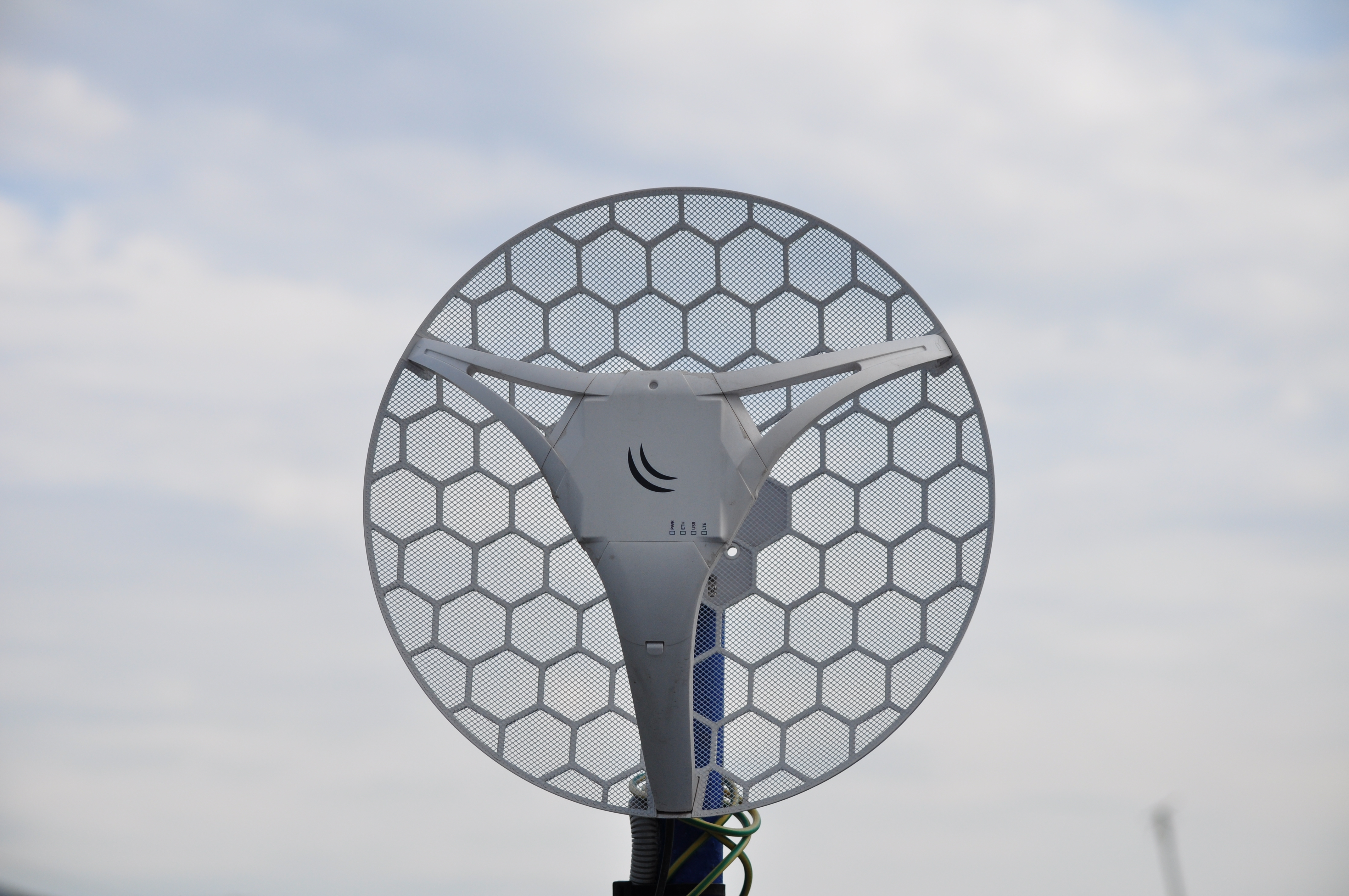
آنتن جهت دار LTE سقفی LHG LTE6

محصولات میکروتیک عمدتاً از دو خط تولید مجزا تشکیل شده است. اولین مورد، سیستم عامل روتر میکروتیک است که بر روی هسته دبیان گنو/لینوکس ساخته شده است. دومی میکروتیک روتربرد است که خطی از محصولات شامل انواع مختلف روترها و سوئیچ‌های اترنت و سیستم‌های بی‌سیم در فضای باز است.
- روترها: روترهای میکروتیک با قابلیت‌های پیشرفته‌ای مانند مسیریابی، فایروال، VPN و QoS، برای شبکه‌های کوچک و بزرگ مناسب هستند.
- سوئیچ‌ها: سوئیچ‌های میکروتیک با سرعت بالا و قابلیت‌های مدیریت مرکزی، برای ایجاد شبکه‌های با کارایی بالا مورد استفاده قرار می‌گیرند.
- مودم‌ها: مودم‌های میکروتیک با پشتیبانی از انواع مختلف اتصال، برای برقراری ارتباط با اینترنت استفاده می‌شوند.
- تجهیزات بی‌سیم: تجهیزات بی‌سیم میکروتیک برای ایجاد شبکه‌های بی‌سیم با برد بالا و سرعت زیاد مورد استفاده قرار می‌گیرند.

### سیستم عامل روتر

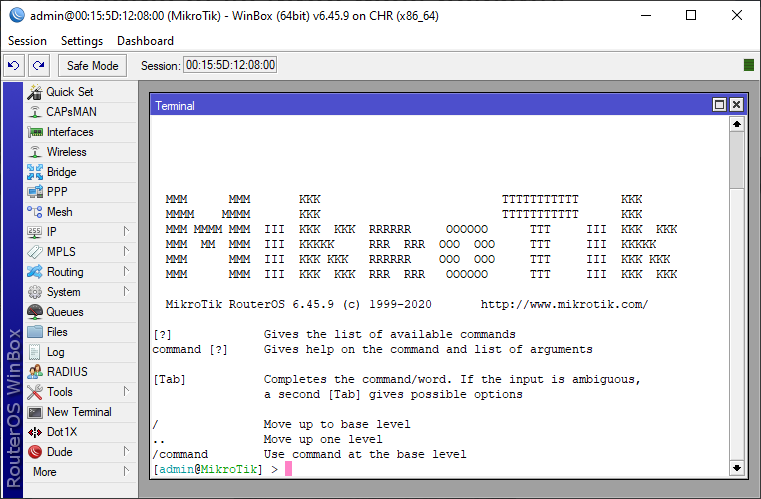
وینباکس پوسته سیستم عامل روتر را نمایش می‌دهد

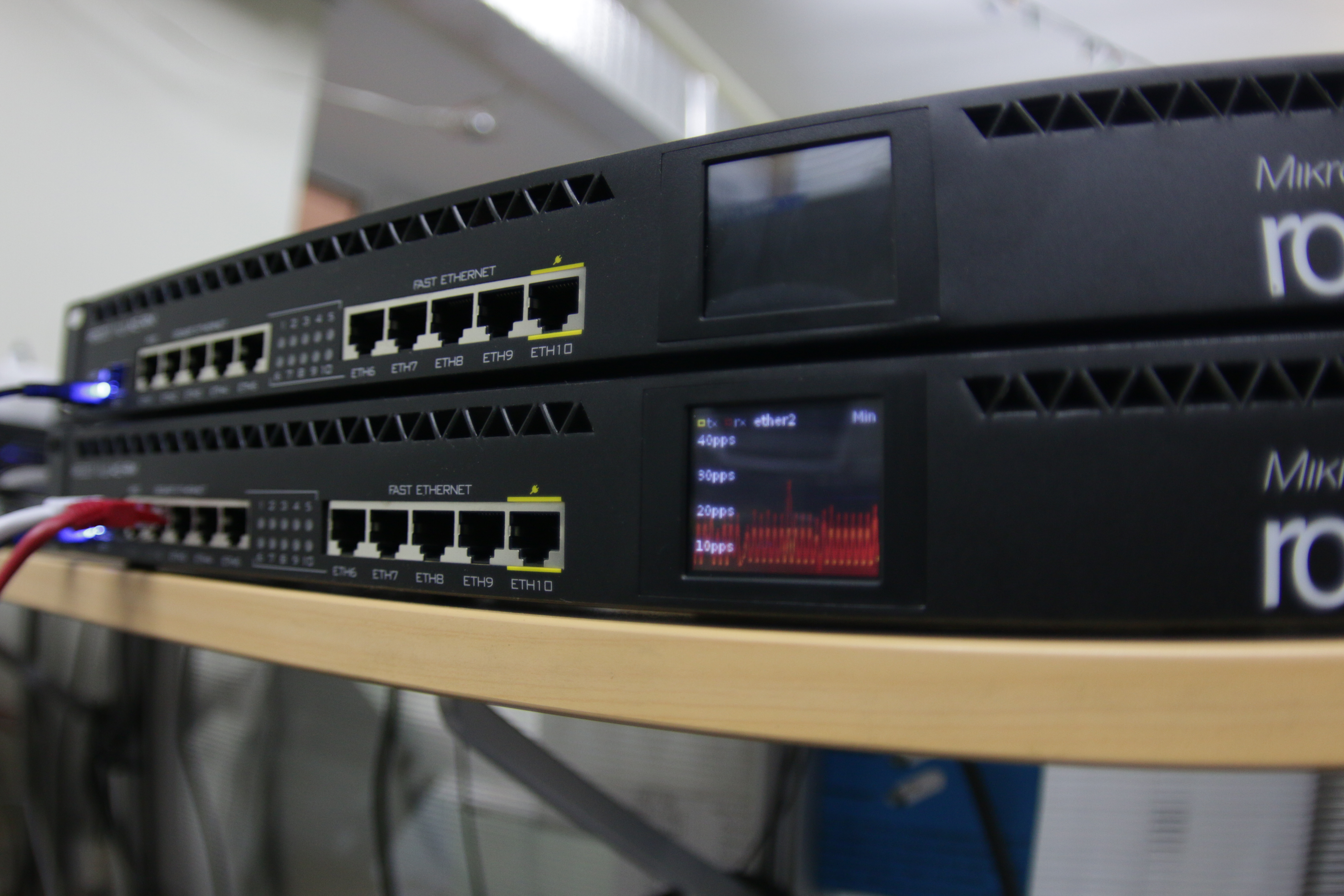
روتر شبکه ۱۹ اینچی میکروتیک RB2011UiAS-RM

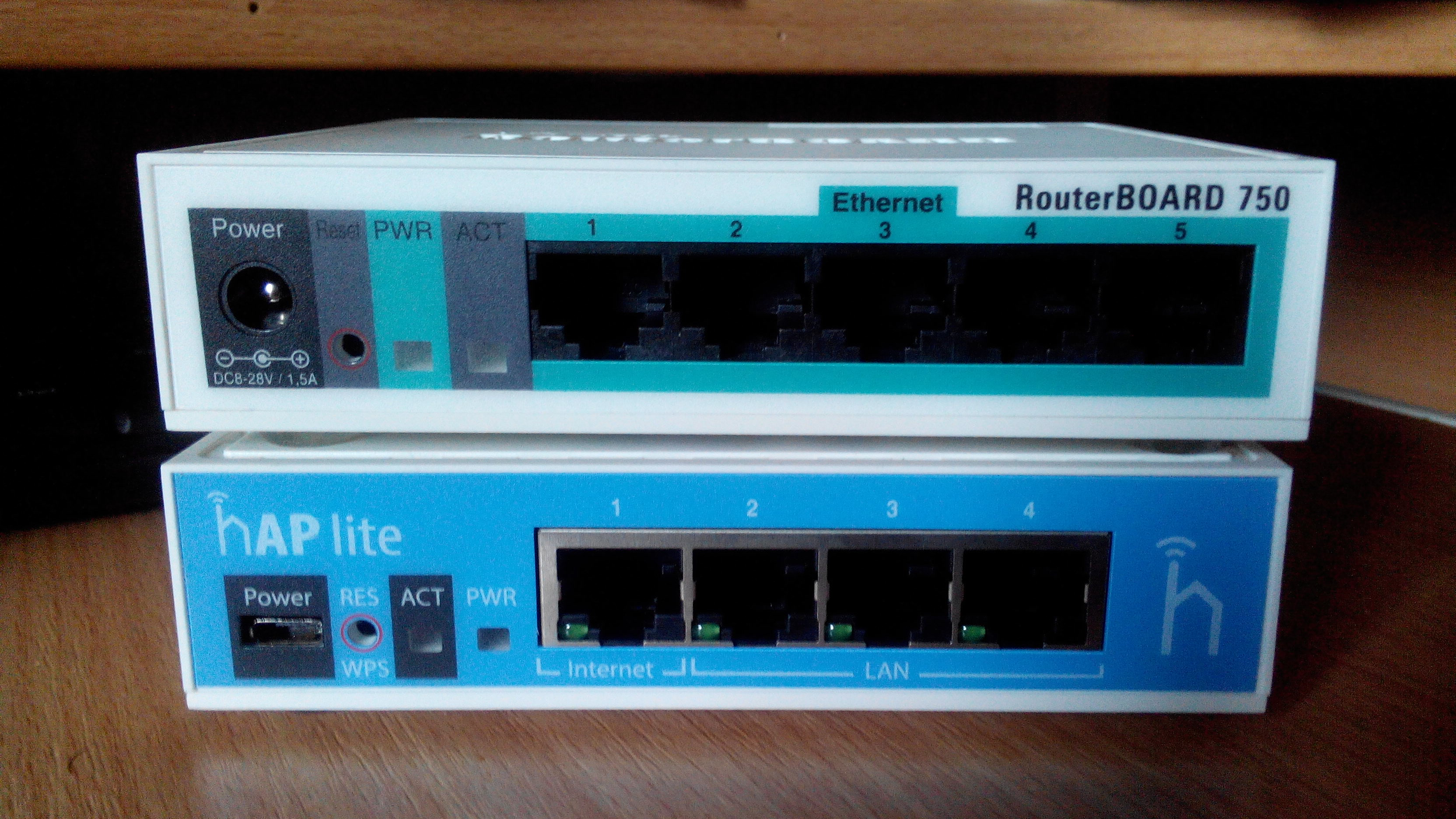
روتر میکروتیک ۷۵۰

محصول اصلی میکروتیک سیستم عامل مبتنی بر لینوکس است که به عنوان سیستم عامل روتر میکروتیک شناخته می‌شود. بر روی سخت‌افزار شبکه تولید شده این شرکت (روتربرد)، و همچنین بر روی رایانه‌های استاندارد نوع x86 نصب شده و این دستگاه‌ها را قادر می‌سازد تا عملکردهای روتر را انجام دهند. سیستم عامل روتر که با در نظر گرفتن ارائه دهندگان خدمات اینترنت (ISP) توسعه یافته است، تمام ویژگی‌های ضروری برای مدیریت شبکه و اتصال به اینترنت، از جمله مسیریابی، فایروال، مدیریت پهنای باند، قابلیت‌های نقطه دسترسی بی‌سیم، لینک backhaul، دروازه هات اسپات و قابلیت‌های سرور VPN را در بر می‌گیرد.
به منظور ارتقای سطح عملکرد این سیستم عامل باید مجوز (لایسنس) هر ویژگی را دریافت کرد. برنامه کاربردی این شرکت برای سیستم عامل مایکروسافت ویندوز، Winbox نام دارد؛ که یک رابط گرافیکی کاربر برای پیکربندی مسیریاب و نظارت بر کارکرد آن فراهم می‌کند. درعین حال سیستم عامل روتر امکان دسترسی را از طریق FTP, telnet، و SSH مهیا می‌کند. به علاوه، برای مدیریت و نظارت یک برنامه کاربردی رابط (API) جهت دسترسی مستقیم از طریق برنامه‌های کاربردی نیز وجود دارد.
ارتباط با این سیستم عامل عمدتاً از طریق وینباکس (Winbox) انجام می‌شود که یک رابط کاربری گرافیکی با سیستم عامل روتر نصب شده بر روی روتر شبکه فراهم می‌کند. وینباکس پیکربندی و نظارت بر دستگاه را آسان می‌کند. سیستم عامل روتر همچنین امکان دسترسی از طریق FTP, Telnet، کنسول سریال، API، برنامه موبایل، SSH و حتی مستقیم به آدرس MAC (از طریق وینباکس) را فراهم می‌کند.
سیستم عامل روتر از برنامه‌های متعددی که توسط ارائه دهندگان خدمات اینترنتی استفاده می‌شود، مانند OSPF، BGP، و راهگزینی برچسب چندقرارداری (VPLS/MPLS) پشتیبانی می‌کند. این پروتکل از هر دو نسخه IPv4 و IPv6 پروتکل اینترنت پشتیبانی می‌کند.

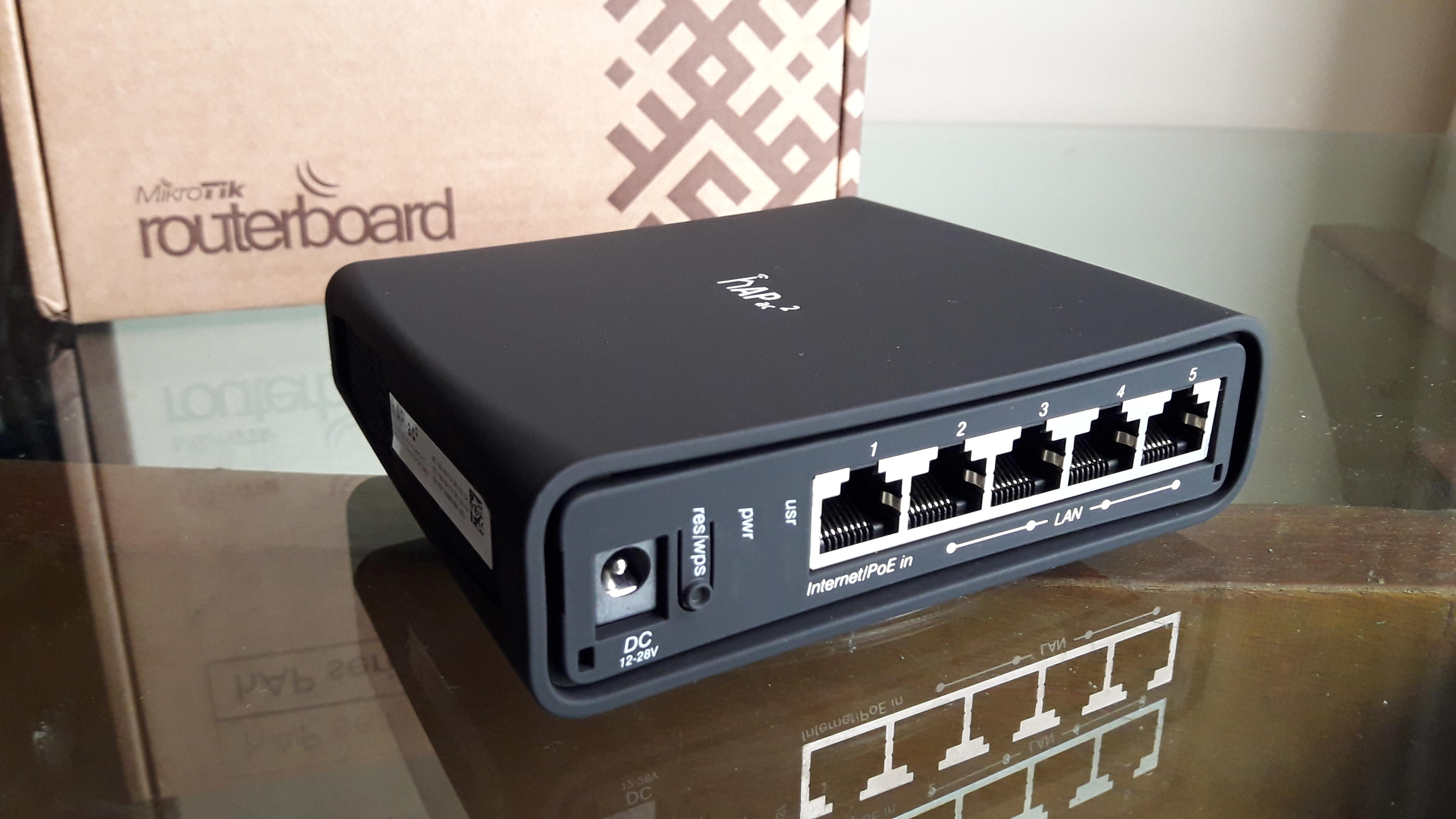
اکسس پوینت

تاریخ انتشار نسخه‌های اصلی سیستم عامل روتر به شرح زیر است:
- نسخه ۷: دسامبر ۲۰۲۱
- نسخه ۶: نوامبر ۲۰۱۲
- نسخه ۵: مارس ۲۰۱۰
- نسخه ۴: اکتبر ۲۰۰۹
- نسخه ۳: ژانویه ۲۰۰۸

### روتربرد
این شرکت سخت‌افزار شبکه خود را با نام روتربرد (RB) به بازار عرضه می‌کند که از سازگاری کامل با سیستم عامل روتر اطمینان حاصل می‌کند. خط روتربرد، همراه با روتر، به ارائه دهندگان خدمات اینترنت بی‌سیم کوچک تا متوسط فروخته می‌شود، که معمولاً دسترسی بی‌سیم پهن باند را در مناطق روستایی و دورافتاده ارائه می‌دهد. خط تولید شامل روترهای SOHO مونتاژ شده، دستگاه‌های MIMO و TDMA 802.11 بی‌سیم داخلی و خارجی، و همچنین روترهای PCB بدون کیس برای ایجاد راه‌حل‌های سفارشی است.

### آنتن‌های بی‌سیم

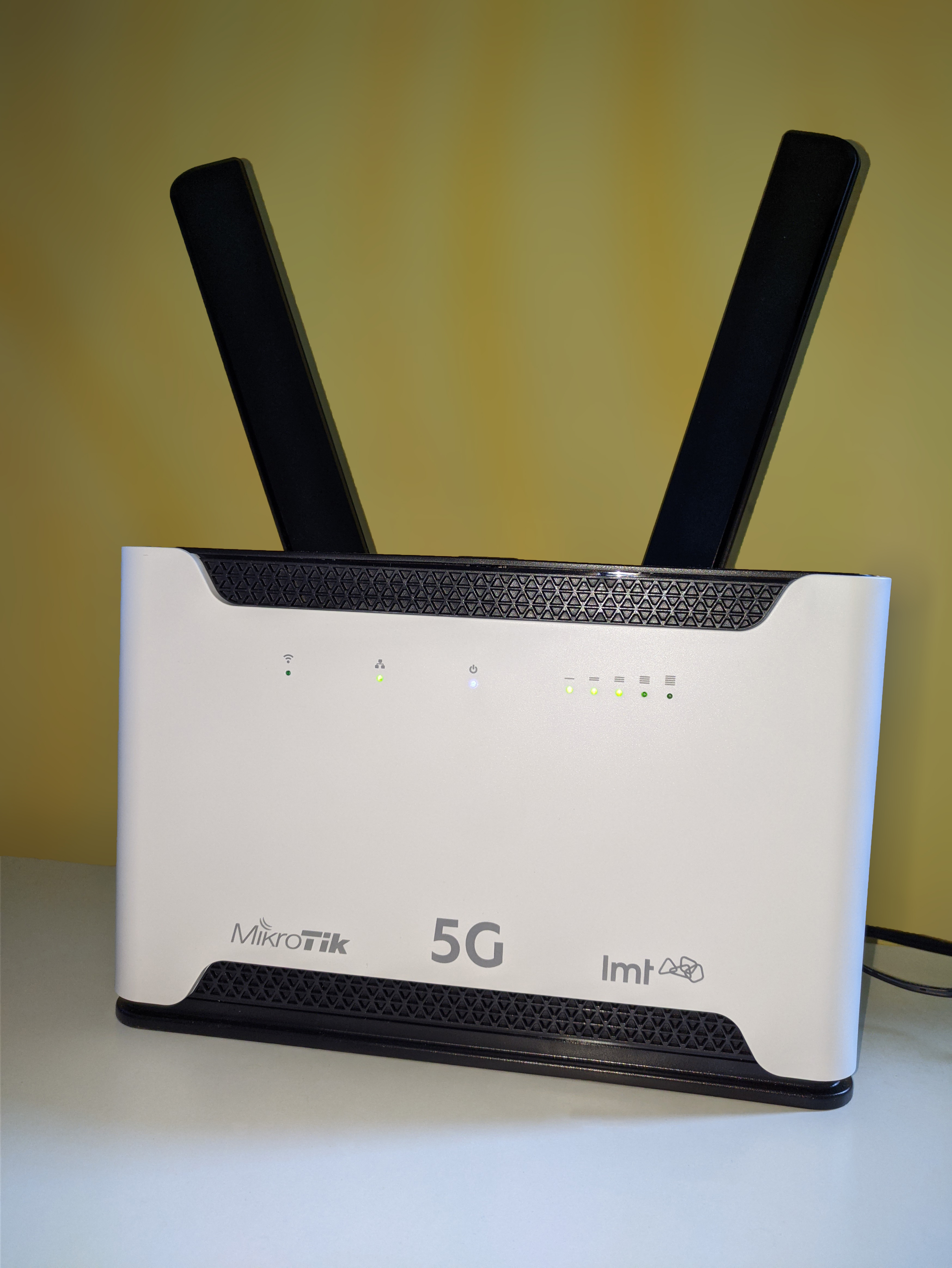

میکروتیک انواع آنتن‌های بی‌سیم طراحی شده برای موارد مختلف را توسعه می‌دهد که شامل آنتن سکتوری، آنتن‌های بشقابی، و آنتن همه‌سویه هستند که هر کدام الگوهای پوشش منحصر به فرد و قابلیت‌های فاصله‌ای را برای اتصال بی‌سیم در فضای باز ارائه می‌کنند.

### اکسس پوینت
اکسس پوینت بی‌سیم میکروتیک مدل‌های داخلی و خارجی را با گزینه‌هایی برای باندهای فرکانس مختلف و ظرفیت‌های توان انتقال مانند سیستم‌های بی‌سیم ۶۰ گیگاهرتز، 802.11a/b/g/n/ac، 2G، 3G، 4G (LTE) و پشتیبانی از 5G ارائه می‌کنند.

### روترهای اترنت
از روترهای اداری کوچک گرفته تا روترهای با کارایی بالا برای ISPها، میکروتیک راه حل‌هایی را برای اندازه‌ها و پیچیدگی‌های مختلف شبکه توسعه داده است.

### سوئیچ‌های شبکه
میکروتیک سوئیچ‌هایی از جمله سوئیچ‌های روتر ابری و سوئیچ‌های هوشمند ابری را توسعه می‌دهد. این دستگاه‌ها پورت‌های متعددی را برای گسترش شبکه ارائه می‌کنند و دارای ویژگی‌هایی مانند VLAN , QoS و انعکاس پورت هستند.

## دوره‌های آموزشی و مدارک رسمی میکروتیک

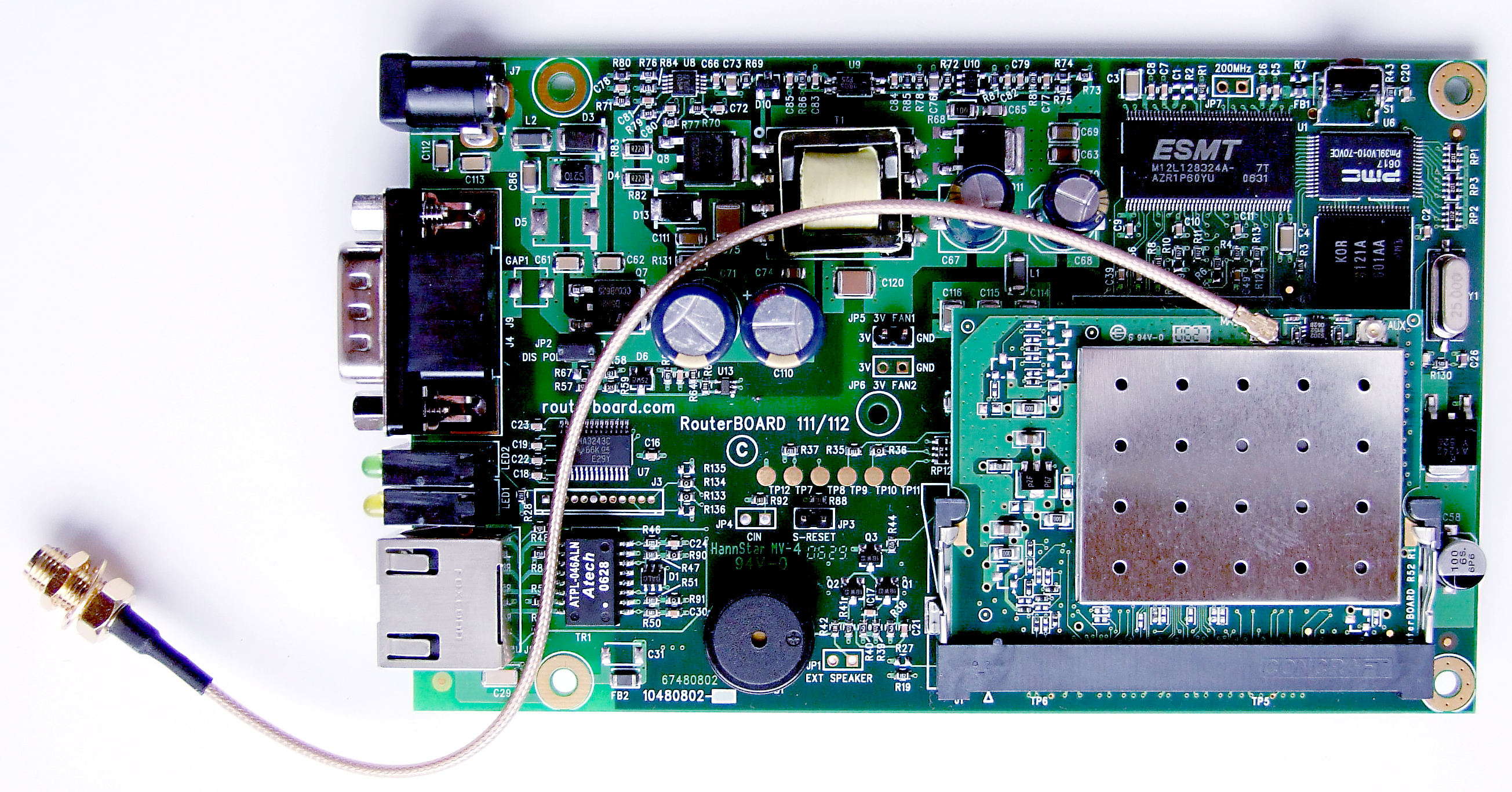

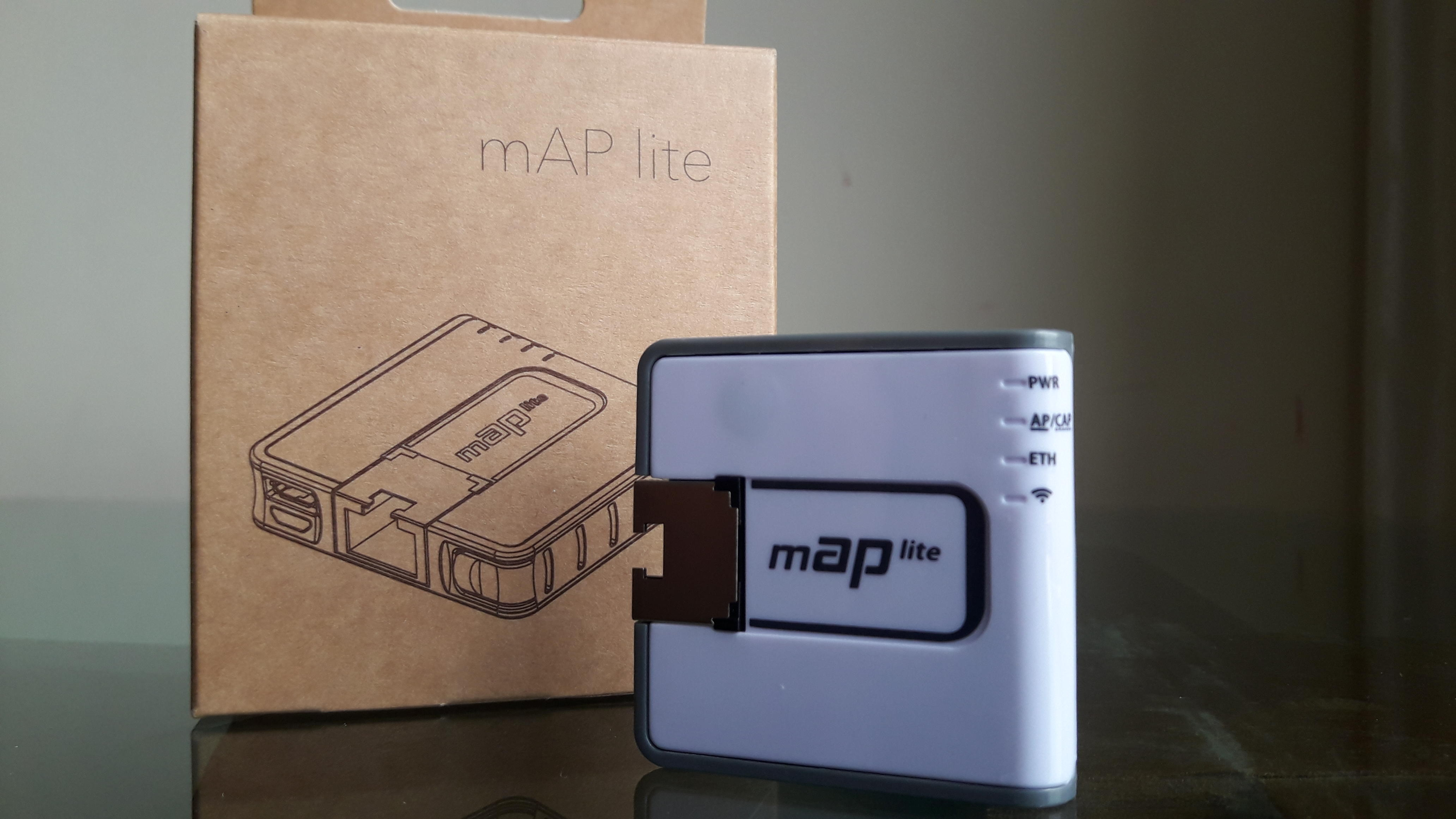

- دوره MTCNA - کارشناس شبکه‌های میکروتیک
  - مخفف MikroTik Certified Network Associate
  - سرفصل آموزشی
- دوره MTCRE - مهندسی روتینگ و مسیریابی میکروتیک
  - مخفف MikroTik Certified Routing Engineer
  - سرفصل آموزشی
- دوره MTCWE - مهندسی وایرلس و شبکه‌های بی‌سیم میکروتیک
  - مخفف MikroTik Certified Wireless Enginee
  - سرفصل آموزشی
- دوره MTCUME - مهندسی مدیریت کاربران میکروتیک
  - مخفف MikroTik Certified User Management Engineer
  - سرفصل آموزشی
- دوره MTCTCE - مهندسی کنترل ترافیک میکروتیک
  - مخفف MikroTik Certified Traffic Control Engineer
  - سرفصل آموزشی
- دوره MTCINE - کارشناس ارشد ارتباطات میکروتیک
  - مخفف MikroTik Certified Inter-networking Engineer
  - سرفصل آموزشی
- دوره MTCIPv6E - مهندسی آیپی نسخه ۶ میکروتیک
  - مخفف MikroTik Certified IPv6 Engineer
  - سرفصل آموزشی
- دوره MTCSE - مهندسی امنیت میکروتیک
  - مخفف MikroTik Certified Security Engineer
  - سرفصل آموزشی
- دوره MTSWE - مهندسی سویچینگ میکروتیک
  - مخفف MikroTik Certified Switching Engineer
  - سرفصل آموزشی
- دوره MTCEWE - مهندسی شبکه‌های پیشرفته بی‌سیم میکروتیک
  - مخفف MikroTik Certified Enterprise Wireless Engineer
  - سرفصل آموزشی

## آسیب‌پذیری‌ها

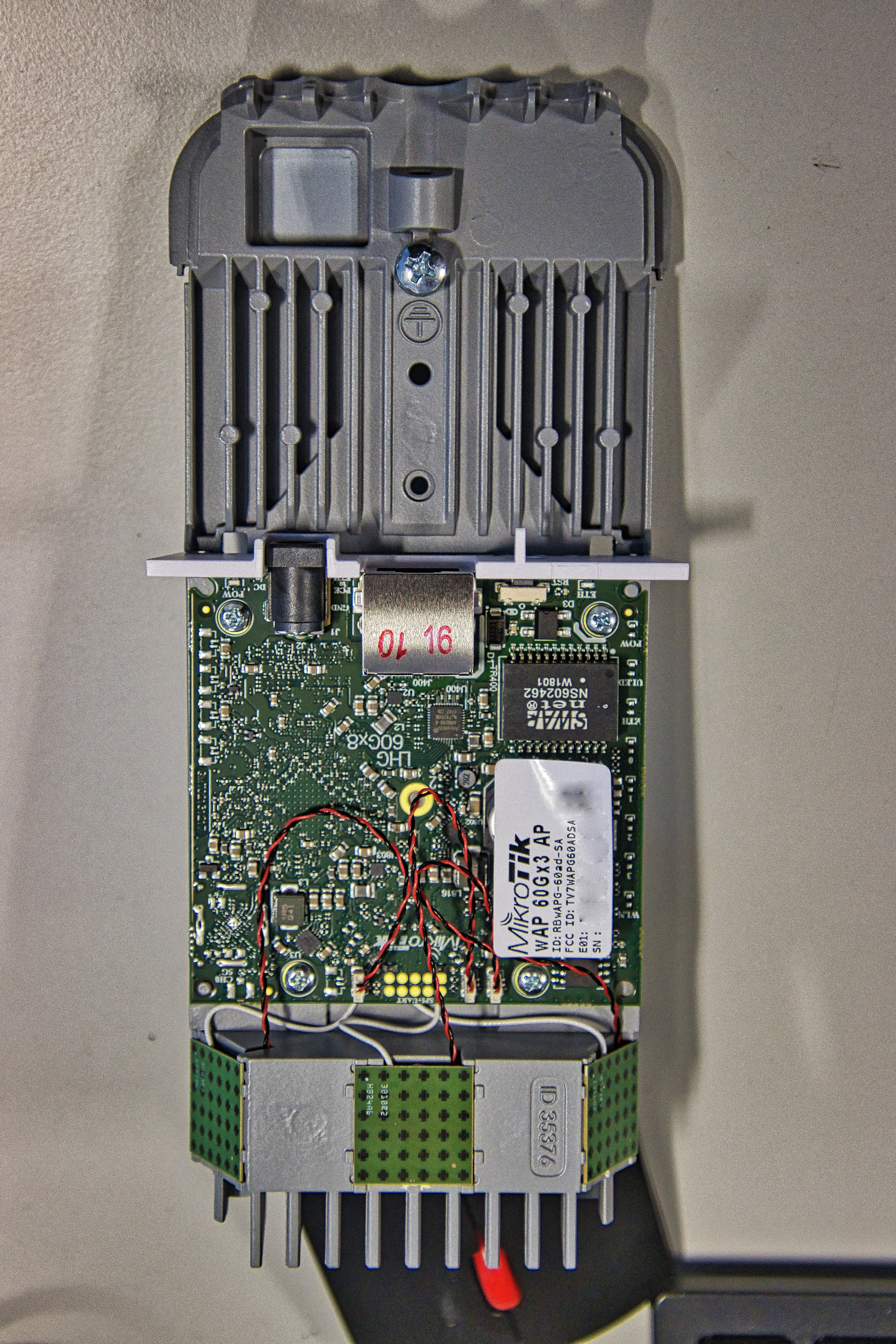
روتربرد

روترهای میکروتیک در مواردی مورد سوءاستفاده مهاجمان سایبری قرار گرفته‌اند. برای مثال، گردانندگان بدافزار تریک‌بات، با نفوذ به روترهای آسیب‌پذیر میکروتیک از آنها به‌عنوان پراکسی ارتباطی دستگاه‌های آلوده با سرورهای فرماندهی و کنترل خود استفاده کردند تا از این طریق ردیابی و شناسایی این سرورها توسط سامانه‌های امنیتی دشوار شود.
- تغییر گذرواژه پیش‌فرض به گذرواژه‌ای پیچیده؛
- مسدودسازی دسترسی به پورت ۸۲۹۱ از خارج از شبکه؛
- تغییر پورت SSH از ۲۲ به عددی دیگر؛
- اطمینان از به‌روز بودن فرم‌ور و اعمال آخرین به‌روزرسانی‌های امنیتی؛
- پرهیز از در دسترس قرار دادن روتر بر روی اینترنت؛ در صورت لزوم به دسترسی ریموت به روتر از پودمان‌هایی همچون VPN استفاده شود.

وی‌پی‌ان فیلتر
در ۲۳ مه ۲۰۱۸، گروه اطلاعاتی تالوس سیسکو گزارش داد که برخی از دستگاه‌های این شرکت در برابر بدافزار وی‌پی‌ان فیلتر آسیب‌پذیر هستند. روتر از طریق نسخه ۶٫۴۲ به مهاجمان راه دور احراز هویت نشده اجازه می‌دهد تا فایل‌های دلخواه را بخوانند و مهاجمان احراز هویت از راه دور به دلیل آسیب‌پذیری پیمایش دایرکتوری در رابط وینباکس، فایل‌های دلخواه بنویسند.
Meris
در ژوئن ۲۰۲۱، یک بات نت متشکل از دستگاه‌های میکروتیک محافظت نشده، حجم عظیمی از ترافیک لایه برنامه را با استفاده از خط لوله HTTP ایجاد کرد که منجر به DDOS شد. یاندکس حملاتی را از ۴ اوت ۲۰۲۱ (بیش از ۵ میلیون درخواست در ثانیه) با حمله گسترده در ۵ سپتامبر ۲۰۲۱ گزارش کرد که تقریباً به ۲۲ میلیون درخواست در ثانیه رسید. کلودفلر در ژوئیه ۲۰۲۱ حمله ای را با بیش از ۱۷ میلیون درخواست در ثانیه تأیید کرد.
FOISted
در ژوئن ۲۰۲۲، مارجین ریسرچ آسیب‌پذیری FOISted را فاش کرد که به مدیر دستگاه اجازه می‌دهد تا دسترسی «super-admin» را به دست آورد که امکان بهره‌برداری از دستگاه را برای هدایت مجدد فرمان/کنترل یا حملات DDOS فراهم می‌کرد. این اکسپلویت در نسخه روتر منتشر شده در اکتبر ۲۰۲۲ وصله شد.